# Canton de Combs-la-Ville
Le canton de Combs-la-Ville est une division administrative française, située dans le département de Seine-et-Marne et la région Île-de-France.
À la suite du redécoupage cantonal de 2014, les limites territoriales du canton sont remaniées. Le nombre de communes du canton passe de 4 à 5.

## Historique
Le canton de Combs-la-Ville a été créé à partir du canton de Brie-Comte-Robert par décret du 27 février 1991, du fait de la forte croissance démographique de la région consécutive à l'implantation de la ville nouvelle de Sénart, et a été représenté au Conseil général pour la première fois en 1992.

## Représentation

### Représentation avant 2015
| Période | Période | Identité     | Étiquette    | Qualité                                                                                                   |
| ------- | ------- | ------------ | ------------ | --- |
| 1992    | 1998    | Guy Geoffroy | RPR puis UMP | Proviseur Député (2002-2017) Maire de Combs-la-Ville depuis 1995                                          |
| 1998    | 2015    | Didier Turba | PS           | Cadre de l'industrie Pharmaceutique Adjoint au maire de Moissy-Cramayel Vice-Président du Conseil Général |

### Élections de 2004 et de 2011
| Candidat             | Parti | %       | Voix  |
| -------------------- | ----- | ------- | ----- |
| Didier Turba         | PS    | 61,85 % | 9 340 |
| Marie-Martine Salles | UMP   | 38,15 % | 5 760 |

| Candidats      | Parti | %       | Voix |
| -------------- | ----- | ------- | ---- |
| Didier TURBA   | PS    | 68,58 % | 7313 |
| Adrien Desport | FN    | 31,42 % | 3351 |

### Représentation à partir de 2015
| Période élective | Période élective | Mandat | Mandat   | Identité        | Nuance | Nuance | Qualité                                                                         |
| ---------------- | ---------------- | ------ | -------- | --------------- | ------ | ------ | ------------------------------------------------------------------------------- |
| 2015             | 2021             | 2015   | 2021     | Jean Laviolette |        | PS     | Retraité Maire de Brie-Comte-Robert Président de la Communauté de communes      |
| 2015             | 2021             | 2015   | 2021     | Virginie Thobor |        | PS     | Directrice Technique Nationale Adjointe Première adjointe au maire de Lieusaint |
| 2021             | 2028             | 2021   | en cours | Jean Laviolette |        | PS     | Maire de Brie-Comte-Robert                                                      |
| 2021             | 2028             | 2021   | en cours | Virginie Thobor |        | PS     | 1ère adjointe au maire de Lieusaint                                             |

### Résultats détaillés

#### Élections de mars 2015
À l'issue du 1er tour des élections départementales de 2015, deux binômes sont en ballottage : Jean Laviolette et Virginie Thobor (PS, 30,4 %) et Thérèse Lougassi et Morgann Vanacker (FN, 29,21 %). Le taux de participation est de 40,82 % (17 025 votants sur 41 708 inscrits) contre 44,94 % au niveau départemental et 50,17 % au niveau national.
Au second tour, Jean Laviolette et Virginie Thobor (PS) sont élus avec 60,74 % des suffrages exprimés et un taux de participation de 42,57 % (9 683 voix pour 17 755 votants et 41 709 inscrits).

#### Élections de juin 2021
Le premier tour des élections départementales de 2021 est marqué par un très faible taux de participation (33,26 % au niveau national). Dans le canton de Combs-la-Ville, ce taux de participation est de 24,09 % (10 373 votants sur 43 052 inscrits) contre 27,81 % au niveau départemental. À l'issue de ce premier tour, deux binômes sont en ballottage : Jean Laviolette et Virginie Thobor (PS, 28,27 %) et Alain Auzet et Juliette Bredas (LR, 22,82 %).
Le second tour des élections est marqué une nouvelle fois par une abstention massive équivalente au premier tour. Les taux de participation sont de 34,36 % au niveau national, 30,02 % dans le département et 26,16 % dans le canton de Combs-la-Ville. Jean Laviolette et Virginie Thobor (PS) sont élus avec 52,59 % des suffrages exprimés (5 457 voix pour 11 265 votants et 43 068 inscrits),,. 

## Composition

### Composition avant 2015
Le canton de Combs-la-Ville regroupait quatre communes.
| Nom                        | Code Insee | Intercommunalité   | Superficie (km2) | Population (dernière pop. légale) | Densité (hab./km2) |
| -------------------------- | ---------- | ------------------ | ---------------- | --------------------------------- | ------------------ |
| Combs-la-Ville (chef-lieu) | 77122      | CA Grand Paris Sud | 14,48            | 22 110 (2014)                     | 1 527              |
| Lieusaint                  | 77251      | CA Grand Paris Sud | 11,97            | 12 131 (2014)                     | 1 013              |
| Moissy-Cramayel            | 77296      | CA Grand Paris Sud | 14,28            | 17 606 (2014)                     | 1 233              |
| Réau                       | 77384      | CA Grand Paris Sud | 13,32            | 1 774 (2014)                      | 133                |

### Composition depuis 2015
Le canton de Combs-la-Ville regroupe désormais cinq communes entières.
| Nom                                    | Code Insee | Intercommunalité        | Superficie (km2) | Population (dernière pop. légale) | Densité (hab./km2) | Modifier                                    |
| -------------------------------------- | ---------- | ----------------------- | ---------------- | --------------------------------- | ------------------ | ------------------------------------------- |
| Combs-la-Ville (bureau centralisateur) | 77122      | CA Grand Paris Sud      | 14,48            | 22 712 (2022)                     | 1 569              | modifier les données · modifier les données |
| Brie-Comte-Robert                      | 77053      | CC de l'Orée de la Brie | 19,93            | 18 999 (2022)                     | 953                | modifier les données · modifier les données |
| Lieusaint                              | 77251      | CA Grand Paris Sud      | 11,97            | 14 096 (2022)                     | 1 178              | modifier les données · modifier les données |
| Moissy-Cramayel                        | 77296      | CA Grand Paris Sud      | 14,28            | 18 498 (2022)                     | 1 295              | modifier les données · modifier les données |
| Réau                                   | 77384      | CA Grand Paris Sud      | 13,32            | 2 045 (2022)                      | 154                | modifier les données · modifier les données |
| Canton de Combs-la-Ville               | 7704       |                         | 73,98            | 76 350 (2022)                     | 1 032              | modifier les données                        |

## Démographie

### Démographie avant 2015
| 1999   | 2006   | 2011   | 2012   |
| ------ | ------ | ------ | ------ |
| 42 321 | 48 479 | 50 913 | 51 539 |

### Démographie depuis 2015
En 2022, le canton comptait 76 350 habitants, en évolution de +5,63 % par rapport à 2016 (Seine-et-Marne : +3,92 %, France hors Mayotte : +2,11 %).
| 2013   | 2018   | 2022   |
| ------ | ------ | ------ |
| 68 923 | 73 195 | 76 350 |